# Adrien Thomasson
Adrien Thomasson (Bourg-Saint-Maurice, 10 december 1993) is een Frans voetballer die bij voorkeur als offensieve middenvelder speelt. Hij tekende in 2015 bij FC Nantes.

## Clubcarrière
Op 6 mei 2012 debuteerde Thomasson voor Évian Thonon Gaillard in de Ligue 1 tegen AC Ajaccio. Tijdens het seizoen 2013/14 werd hij uitgeleend aan Vannes OC, waar hij acht doelpunten maakte in zevenentwintig competitiewedstrijden. Op 10 januari 2015 maakte de aanvallende middenvelder zijn eerste treffer voor Évian in het competitieduel tegen Stade Rennais. Twee weken later maakte hij het enige doelpunt in de thuiswedstrijd tegen Toulouse. In 2015 tekende Thomasson een driejarig contract bij FC Nantes. Hij debuteerde voor zijn nieuwe club op 8 augustus 2015, thuis tegen EA Guingamp.